# 룰 5 드래프트

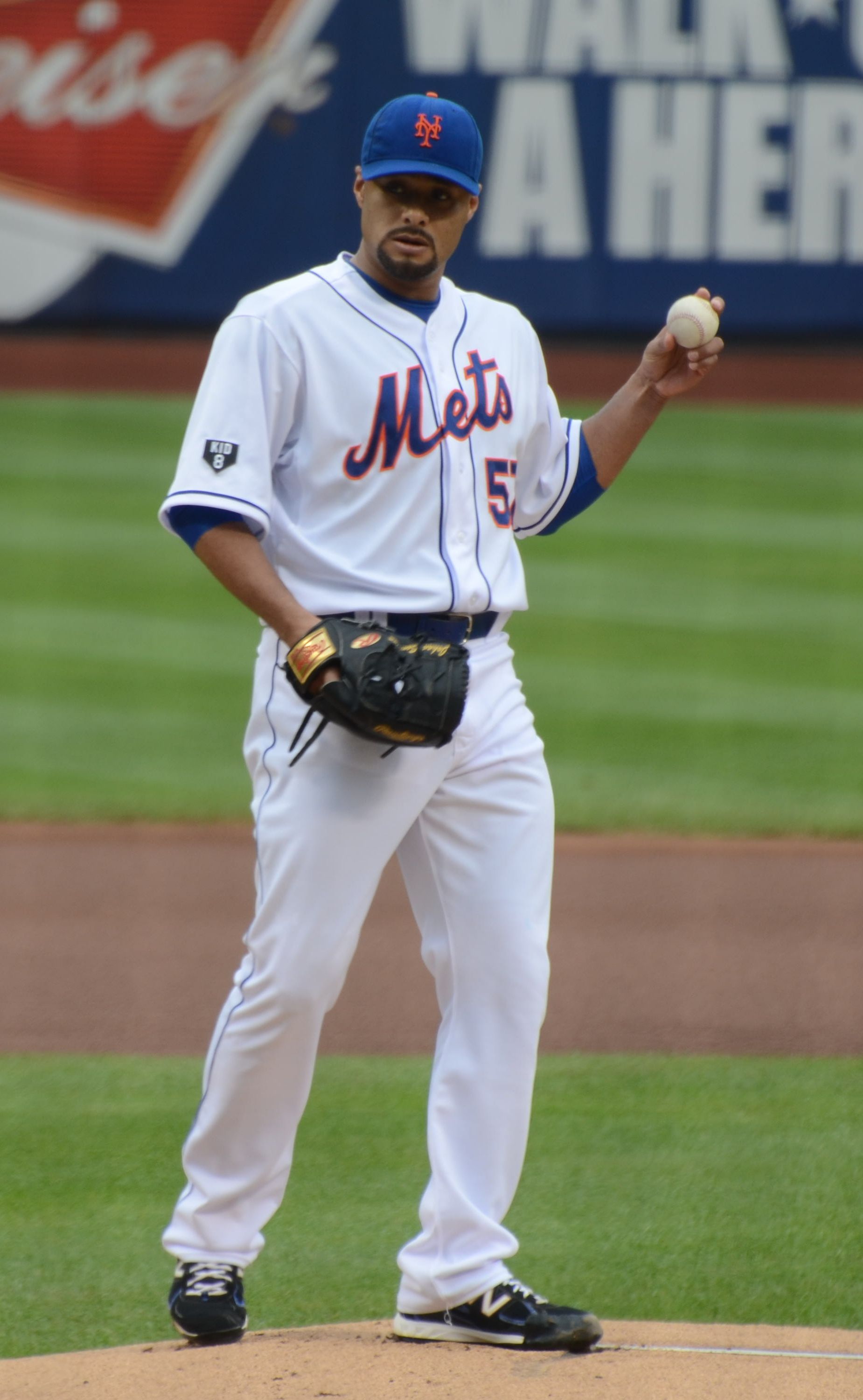
1999년 시즌 후 룰 5 드래프트에 따라 지명을 받았던 요한 산타나는 후일 사이 영 상을 두 차례 수상하는 선수가 된다.

룰 5 드래프트(Rule 5 draft)는 매해 12월의 윈터 미팅 자리에서 열리는 메이저 리그 베이스볼(MLB) 선수 드래프트로, 1920년부터 매해 실시되어 왔다. 이 드래프트는 메이저 리그 팀들이 너무 많은 유망주 선수들을 산하 마이너 리그 팀에 비축하지 않도록 하여 타 메이저 리그 팀에 유망주 선수들이 뛸 수 있게 하는 데에 목적이 있다. 룰 5 드래프트라는 명칭 자체는 메이저 리그의 야구 규칙 이외의 규정을 담은 책인 《공식 프로 야구 규정집》(The Official Professional Baseball Rules Book) 내에서 차지하고 있는 위치에서 비롯되었는데, 우선 룰 4 드래프트(Rule 4 draft)는 '신인 선수 드래프트'(first-year player draft) 내지 '아마추어 드래프트'(amateur draft), 또는 흔히 불리는 명칭인 MLB 드래프트를 가리키며, 이는 각 팀들이 매해 7월의 고등학생 또는 대학생 선수를 뽑는 드래프트이다. 그리고 규정집에서 설명하는 다음 다섯 번째 규정이 바로 룰 5 드래프트이다.